# Alojzy Pawelec
Alojzy Pawelec (ur. 29 stycznia 1886 w Marklowicach Dolnych, zm. 18 sierpnia 1972 w Katowicach) – polski lekarz, śląski działacz polityczny, senator III, IV i V kadencji II RP oraz poseł na Sejm Śląski II kadencji w II RP.

## Życiorys
Urodził się w Dolnych Marklowicach na ziemi wodzisławskiej w wielodzietnej rodzinie chłopskiej Emanuela i Barbary z domu Stokowy. Miał sześciu braci i pięć sióstr. Bracia Wilhelm, Józef i Maksymilian uczestniczyli w trzech powstaniach śląskich. Podstawowe wykształcenie pobierał w miejscu zamieszkania. Następnie uczył się w królewskim gimnazjum katolickim w Bytomiu, gdzie w 1907 zdał maturę. Studiował medycynę na uniwersytetach w Greifswaldzie, Wrocławiu (1909–1910), Dreźnie i Lipsku, gdzie doktoryzował się w 1915 na podstawie dysertacji pt. Leprediagnostik im Mittelalter und Anneisungen zur Lepraschau (Diagnostyka trądu w średniowieczu i wskazówki do przeglądu literatury na ten temat). Podczas studiów we Wrocławiu należał do Związku Młodzieży Polskiej „Zet”, w Lipsku do niepodległościowej organizacji „Unitas”. Po powrocie na Śląsk dyrektorował sanatorium gruźliczemu w Sokołowsku (Görbersdorf) k. Wałbrzycha.
Należał do organizatorów Polskiej Organizacji Wojskowej Górnego Śląska w powiecie rybnickim. Zaangażowany politycznie po stronie polskiej, wziął udział w II i III powstaniu śląskim. Po 1922 pracował jako lekarz w Wodzisławiu Śląskim. Był dyrektorem Lecznicy Przeciwgruźliczej Spółki Brackiej w Wodzisławiu Śląskim.
Początkowo związany ze śląską chadecją. W 1926 przeszedł na stronę sanacji, zostając posłem NChZP na II Sejm Śląski (1930). Później piastował mandat senatora BBWR i OZN III, IV i V kadencji (w tej ostatniej z nominacji prezydenckiej). W 1938 wybrano go wicemarszałkiem Senatu z ramienia OZN. Od lutego 1938 był prezesem OZN na Górnym Śląsku.
W czasie okupacji niemieckiej przebywał we Francji, skąd powrócił do Polski w 1946. Przeprowadził się ze Śląska Górnego na „odzyskany” Dolny, nadal pracując jako lekarz. Był m.in. naczelnym lekarzem Lecznicy Spółki Brackiej w Nowej Rudzie oraz naczelnym lekarzem Ubezpieczalni Społecznej w Wałbrzychu, w latach 1950–1951 pełnomocnikiem Ministra Zdrowia do organizacji Państwowego Zespołu Sanatoriów Przeciwgruźliczych w Sokołowsku, do 1952 dyrektorem a następnie (do 1962) ordynatorem Sanatorium nr 4 w Szczawnie-Zdroju k. Jeleniej Góry.
Od 1920 był mężem Eleonory z Grauer'ów, z którą miał troje dzieci: córkę Wandę i dwóch synów Janusza i Zbigniewa.
Zmarł w Katowicach. Pochowany w Wodzisławiu Śląskim na cmentarzu przy ul. Pszowskiej (pole B-10-4).

## Ordery i odznaczenia
- Krzyż Komandorski Orderu Odrodzenia Polski (10 listopada 1938)[3]
- Krzyż Niepodległości (19 grudnia 1933)[4]
- Krzyż Kawalerski Orderu Odrodzenia Polski (30 kwietnia 1925)[5]
- Złoty Krzyż Zasługi (28 grudnia 1936)[1]

## Upamiętnienie
Imieniem Alojzego Pawelca nazwano Wojewódzki Szpital Chorób Płuc w Wodzisławiu Śląskim.